# کاروانسرای بلدنگ
کاروانسرای بلدنگ آثاری تاریخی و باستانی در سره راه ارتباطی شهرستان لار به شهرستان بندر لنگه واقع شده‌است. این کاروانسرا در مسیر راه مشهور «گوچی» گردنه گوچی و در پایهٔ کوه سربفلک کشیدهٔ «بون کوه چهار برکه» در بخش کوخرد شهرستان بستک در غرب استان هرمزگان قرار دارد، و یکی از آثارهای تاریخی و از نقاط دیدنی استان هرمزگان در جنوب ایران است.

## جلودارمهران و کاروانسرای بلدنگ
همان‌طور که معروف ومشهور است جلودار مهران یکی از مشهورترین سرداران چریکها آن دوران بوده‌است.
جلودار مهران سردار چریکها بود که از کاروانها (قافله‌ها) در برابر دزدان حمایت می‌کرد، چون قدیمیها می‌گویند که تهیه مایحتاج زندگی به وسیله قافلهٔ‌های ألاغ، قاطر و شتر بوده و برای اینکه از ناامنی بین‌راه مصون باشند قافلهٔ بزرگی به صورت دسته جمعی حرکت می‌کردند، و با گروه زیادی از افراد مسلح از طریق بندرعباس به یزد مسافرت می‌نمودند.
تابستان حرکت می‌کردند و زمستان برمی‌گشتند. خشکبار وانواع پارچه‌ها و پرده‌های یزدی می‌آوردند و از اینجا هم خرما، بادام کوهی و مواد غذائی و عبای گوده‌ای همراه می‌بردند. در طی این سفرهای دور و دراز و طولانی کاروانها نیاز به به مأمن و سرپنـاه دشته بوده‌اند، لذا در تمام نقاط مسیر راه‌های بازارگانی کاروانسراهایی به مسافت چند فرسخی ایجاد نموده بوده‌اند، و در مناطق وراه‌های بازارگانی مختلف، و به ویژه راه‌های کاروانی منطقهٔ جنوب کشور و هرمزگان نیز از این عمارت تاریخی بی بهره نبوده‌است؛ و مخصوصاً در دوران قدیم که بیشتر کالاهای بازارگانی در این مناطق به‌وسیله چهارپایان حمل ونقل می‌شده‌است.

## اهمیت کاروانسرای بلدنگ
اهیت «کاروانسرای بلدنگ» از آنجاست که در بین کاروانسرای مهران و کاروانسرای بون کوه قرار گرفته بوده‌است. و به دلیل قرار گرفتن این کاروانسرا در مسیر راه بازارگانی مهم (درآن زمان) که از بندر لنگه به لار و سپس به شیراز متصل می‌نموده‌است، و به علت طغیان رودخانه مهران هنگام بارندگی، و عبور ناممکن از آن، و همچنین وجود کاروانسرای مهران در آن سوی رودخانه، «کاروانسرای بلدنگ» اهمیت و ویژگیهای خاصی کسب کرده بوده‌است. هنگام بارندگی جلودار مهران ویارانش در این کارونسرا لنگر می‌انداخته‌اند و بعد از چند روز استراحت وکم شدن آب رودخانه دوباره به مسیر خود ادامه می‌داده‌اند ابتداء به کوخرد و سپس بستک، لار و به شیراز می‌رسیده‌اند. در این جاه فقره‌ای از زبان خود جلودار مهران می‌شنویم که دستور به کاروانسالان‌ها می‌داده‌است: (داریم به «کاروانسرای بلدنگ» نزدیک می‌شویم، دیگر چیزی نمانده‌است، برای استراحت آماده می‌شویم ... این صدای (جلودار مهران) آن پیر و جهاندیده‌است که پس ازطی کتل و گردنه‌های پر پیچ وخم گردنه گوچی هوا را می‌شکافد و بر دل کاروانیان و کاروانسالان خسته می‌نشیند. چند اسب و تفنگچی در جلو و عقب، و کاروان: شتر، ألاغ و قاطر در میانه، به امید رسیدن به کاروانسرای پررونق و آباد «بلدنگ» با لبخند به استقبال استراحت می‌روند. باشد که دمی بیاسایند. ودمی بعد وارد مِهران شوند. جایی که به یادگار این مرد بزرگوار جلودار مهران به یادگار مانده‌است ومحل تجمع واستقرار کاروانها (قافله‌های) اطرافش در آن دوران بوده‌است.
این محل در حال حاضر جایگاهٔ پاسگاه ژاندارمری مِهران کنونی از توابع بخش کوخرد شهرستان بستک هرمزگان است.
نیاز انسان به سرپنـاه ومأمن، در مسیر راه‌های بازارگانی مخصوصاً در دوران قدیم، سبب اصلی ایجاد کاروانسراها در مناطق مختلف به ویژه راه‌های کاروانی در منطقه جنوب کشور و هرمزگان بوده‌است.
کاروانسرای بلدنگ این بنای تاریخی سازه‌ای سنگی با مصالح گچ و اندودهای ساروجی است که بنیان کاروانسرا را تشکیل داده‌اند. تاریخ بنای این کاروانسرا به زمان و دورهٔ زندیه ترجیح داده‌اند، وگویند کارواسرای مذکور توسط فرمانروای باقدرت بستک و جهانگیریه
شیخ محمد بستکی ساخته شده‌است.